# Ctenochira annulata
Ctenochira annulata là một loài tò vò trong họ Ichneumonidae.